# Psydrax umbellata
Psydrax umbellata är en måreväxtart som först beskrevs av Robert Wight, och fick sitt nu gällande namn av Diane Mary Bridson. Psydrax umbellata ingår i släktet Psydrax och familjen måreväxter. Inga underarter finns listade i Catalogue of Life.